# 豌豆属
豌豆属是豆科蝶形花亚科的一个属，为一年生或多年生草本植物，分布于地中海和西亚。

## 分类
豌豆属有以下三个种：
- 阿比西尼亚豌豆
- 暗黄花豌豆
- 豌豆
  - 野生豌豆
  - 豌豆